# Andrena apacheorum
Andrena apacheorum är en biart som beskrevs av Cockerell 1897. Andrena apacheorum ingår i släktet sandbin, och familjen grävbin. Inga underarter finns listade i Catalogue of Life.